# Pierre Gouthière
Pierre Gouthière (Bar-sur-Aube, 19 de enero de 1732–París, 1813) fue un escultor y broncista francés. Su estilo evolucionó del rococó al neoclasicismo.

## Biografía
Miembro del gremio de fundidores y cinceladores (fondeur-ciseleur), fue el inventor de la técnica del dorado mate, realizado con mercurio, cuyo contraste con las partes bruñidas del dorado creaba ricos matices en el acabado final. Se especializó en bronzes d'ameublement y aplicaciones de ultrarrefinado de tipo foliar o floral. En 1758 alcanzó la categoría de maître-doreur (maestro dorador).
En 1770 trabajó en el castillo de Louveciennes para Madame du Barry. En 1774 se encargó de la decoración de la carroza para la coronación de Luis XVI, con su discípulo Pierre-Philippe Thomire. También realizó apliques de bronce para mobiliario, en colaboración con diversos ebanistas, como Adam Weisweiler o Jean-Henri Riesener; con este último hizo un escritorio para María Antonieta en el Trianon de Versalles (actualmente en la Colección Wallace de Londres), con relieves de Clodion. Para el duque de Aumont realizó un perfumador de jaspe posteriormente adquirido por María Antonieta en 1782 (Colección Wallace). En el mismo museo londinense se conserva un reloj llamado «de Avinón», realizado en colaboración con Louis Simon Boizot para el marqués de Rochechouart.
Debido a la tardanza en el pago de sus clientes —la mayoría de la aristocracia— su taller quebró en 1788. La Revolución francesa acabó de arruinar sus finanzas y finalmente murió en la pobreza. Casi nunca firmaba sus obras, por lo que tiene pocas piezas atribuidas.